# Skandinávská biskupská konference
Skandinávská biskupská konference je biskupská konference sdružující katolické biskupy Severských zemí: Norska, Švédska, Finska, Dánska a Islandu.
Obvykle se biskupské konference tvoří pro jeden stát - výjimku tvoří případy, kdy by to nemělo smysl. To se stává tehdy, když jsou státy moc malé (platí například pro různé ostrovní státy v Tichomoří) nebo jsou sice velké, ale pouze se zanedbatelným podílem katolíků mezi obyvateli - což je případ Severských zemí. Jejími členy jsou biskupové a preláti následujících církevně-správních jednotek:
- Diecéze Kodaň
- Diecéze Helsinky
- Diecéze Oslo
- Diecéze Reykjavík
- Diecéze Stockholm
- Územní prelatura Trondheim
- Územní prelatura Tromsø